# Laccobius minutus
Laccobius minutus är en skalbaggsart som först beskrevs av Carl von Linné 1758.  Laccobius minutus ingår i släktet Laccobius, och familjen palpbaggar. Arten är reproducerande i Sverige.